# Mechelen-aan-de-Maas
Mechelen-aan-de-Maas (fr. Malines-sur-Meuse) – dzielnica (deelgemeente) gminy Maasmechelen w Belgii, w Regionie Flamandzkim, w prowincji Limburgia, w okręgu Tongeren. 1 stycznia 2020 roku liczyła 15 499 mieszkańców. Do 31 grudnia 1970 samodzielna gmina. 

## Demografia
Liczba mieszkańców, stan na 1 stycznia:
| Rok                | 1930 | 1947 | 1961 | 2020   |
| ------------------ | ---- | ---- | ---- | ------ |
| Liczba mieszkańców | 2840 | 3596 | 6669 | 15 499 |